# Zooantropologia
La zooantropologia è una disciplina che studia la relazione tra l'essere umano e le altre specie. 
Per la zooantropologia tale incontro non può prescindere da alcuni caratteri solitamente negletti dalle tradizionali chiavi di lettura, ovvero l'intersoggettività e la referenzialità.

## Origini
La zooantropologia si radica nel milieu teorico e culturale che, a partire dagli anni '70, ha cercato di dare risposte ai contributi beneficiali emersi dalla relazione con le altre specie, in modo particolare, nell'ambito educativo e assistenziale della pet-therapy. 
Quattro i bersagli teorici principali della sua critica:
1. l'ambito psicologico, che vede l'animale non-umano come stimolo o come un sostituto di un legame affettivo;
2. l'ambito antropologico, che riprendere il concetto di "animale buono da pensare", ovvero l'animale come oggetto utile ai processi di simbolizzazione e di categorizzazione del reale;
3. l'ambito etologico, che considera le propensioni umane a interagire e a orientarsi verso le altre specie.
4. l'ambito zootecnico, ovvero l'utilizzo strumentale dell'animale. Su questo ultimo punto, sono due in particolare gli autori che in questo periodo configurano, partendo da prospettive filosofiche differenti, una critica all'antropocentrismo, ovvero la visione utilitarista di Peter Singer e quella giusnaturalista di Tom Regan.

A partire dagli anni '90 poi, la zooantropologia acquista la propria identità grazie alle ricerche in Francia di Hubert Montagner sul valore educativo dell'incontro tra bambino e animale e alle ricerche di Roberto Marchesini, Sabrina Tonutti, Eleonora Fiorani, tra gli altri autori, sul significato ibridativo della relazione tra l'essere umano e l'eterospecifico nella costruzione dei predicati umani.

## Antrozoologiavszooantropologia
Nel corso dell'ultimo ventennio del Novecento, all'interno dei cosiddetti Animal Studies, emergono due discipline più incentrate sui caratteri descrittivi ed esplicativi - rispetto al connotato principalmente prescrittivo della bioetica animale - del rapporto uomo-animale:
- l'antrozoologia, di matrice anglosassone, con un taglio di tipo transdisciplinare;
- la zooantropologia, che si sviluppa soprattutto in Italia e in Francia, con una maggiore attenzione epistemologica rispetto al carattere peculiare del rapporto con l'alterità animale.

L'antrozoologia si avvale della ricerca etologica e antropologica, con l'obiettivo, da una parte, di descrivere le caratteristiche del rapporto uomo-animale, dall'altra di studiarne le potenzialità applicative. Le ipotesi che vengono avanzate per spiegare questo bisogno dell'eterospecifico sono diverse: 
- vi è l'ipotesi della "biofilia" proposta da Edward O. Wilson[6], come peculiarità innata della nostra specie che sarebbe in un certo qual modo affascinata dalle forme viventi;
- vi è l'ipotesi conosciuta come "inganno parentale" proposta da James Serpell[7], un inganno ordito nel corso dell'evoluzione dagli animali domestici che sarebbero divenuti parassiti dell'uomo in fatto di cure parentali;
- vi è l'ipotesi culturale, di un interesse verso l'animale come espressione dell'apertura del sistema uomo, portata avanti, ad esempio, da Jean Pierre Digard[8]

Vi è poi un altro modo per interpretare il rapporto uomo-animale ovvero quello di considerarlo: 
- un bisogno specifico dell'uomo;
- un epifenomeno delle caratteristiche dell'uomo;
- una surrogazione di altri bisogni specifici.

In genere possiamo dire che gli Animal Studies hanno un debito non indifferente verso la ricerca antropologica. Anche la ricerca etologica che ha sicuramente in Konrad Lorenz uno dei padri fondatori, si è interessata delle relazioni interspecifiche con particolare attenzione al rapporto uomo-animale. Nello specifico, la ricerca sull'imprinting offre a Lorenz la possibilità di analizzare strutture morfologiche e comportamentali in grado di saltare la barriera della specie e di essere attive in modo transpecifico perché al di sotto della specificità è rinvenibile un sostrato comune di segnali che possono essere più o meno decrittati al di là della barriera di specie. Uno di questi universali è la biosemiotica giovanile, un catalogo di caratteristiche morfologiche – la rotondità del cranio, la prominenza del frontale, la maggiore voluminosità degli occhi – e comportamentali – il procedere impacciato e a scatti, il rivoltarsi sul dorso, il repertorio ludico – che sono in grado di evocare, oltre il confine della specie, atteggiamenti di cura e accudimento.
Seguendo questa matrice l'etologo James Serpell ha maturato una teoria suggestiva circa il legame che si viene a instaurare tra l'uomo e l'animale accreditato dal processo di domesticazione. Partendo dal fatto incontestabile dell'adozione interspecifica presente nell'uomo e dalla tendenza a declinare il rapporto con l'animale domestico su un registro parentale, Serpell si spinge a leggere il processo di domesticazione come una sorta di parassitismo.
Di diverso avviso la naturalista Juliet Clutton-Brock per la quale il processo di domesticazione è l'esito di una concomitanza di fattori preparati nel Paleolitico – quando l'uomo cacciatore e raccoglitore aveva una frequentazione assidua con il mondo animale e parallelamente gli animali avevano una distanza di fuga inferiore – ma consacrati dalla rivoluzione del Neolitico con la piena presa di possesso del territorio. Secondo Clutton-Brock il ruolo dell'uomo nella domesticazione è assolutamente preminente, seppur capace di aprire la strada al partenariato. 
Anche altri studiosi come Paul Shepard, sottolineano l'importanza della relazione venatoria come motore del successivo processo di domesticazione. Il confronto con l'animale è soprattutto interpretato nelle dimensioni dello scacco, della competizione per le risorse, nel bisogno di accaparrarsi carne.
Un altro filone interpretativo parte invece dalla considerazione che l'animale sia per l'uomo qualcosa di speciale, di assolutamente prioritario nella valutazione della realtà esterna. Uno dei primi a prendere in considerazione questa pulsione incondizionata verso gli animali non umani è stato l'entomologo Edward O. Wilson, padre della sociobiologia, per il quale si deve parlare nell'uomo di una specifica "biofilia" intesa come pulsione motivazionale verso il mondo animale.

## Differenze interdisciplinari
La differenza fondamentale tra la zooantropologia e le altre aree di ricerca sul rapporto uomo-animale come l'antrozoologia o gli Animal Studies, è il rifiuto di un approccio multidisciplinare e la costruzione di una propria struttura epistemologica basata su alcuni fondamenti:
1. la lettura dell'animale non-umano come alterità, ovvero come entità che nella diversità è comunque dotata di soggettività;
2. il concetto di relazione dialogica tra l'essere umano e l'animale non-umano;
3. l'ammissione di una molteplicità di piani d'incontro con l'alterità animale e quindi il rifiuto di un unico piano di causalità;
4. l'idea che la relazione con l'animale non-umano metta a disposizione dei contributi di cambiamento per l'essere umano ovvero la presenza di un "referenza animale";
5. l'ipotesi che l'incontro con l'animale non-umano possa assumere non solo un aspetto fenomenico ma possa essere un'epifania ovvero un'ispirazione per l'essere umano[12];
6. l'ammissione che i predicati umani di origine culturale vadano considerati come frutti ibridi con l'animale non-umano e non come esiti emanativi dell'uomo[13].

## Una nuova prospettiva
Sono molte le entità nuove che la zooantropologia porta quindi all'attenzione. La zooantropologia è spesso difficile da comprendere e da accettare perché va contro alcune cornici di pensiero molto consolidate. Eccone alcune:
- che l'essere umano non possa dialogare che con se stesso, nel senso d'interscambiare dei contenuti o di meticciarsi con gli animali non umani;
- che la cultura sia il frutto creativo e autarchico dell'essere umano, che in ultima analisi sarebbe autonomo e autoreferenziale nella sua formazione e realizzazione identitaria;
- che il rapporto con l'animale non umano debba essere spiegato individuando delle coordinate causali di ordine funzionale-strumentale, del tipo "serve a", "animale da", "è funzionale per";
- che il punto di analisi debba essere situato esclusivamente sui due termini del rapporto (essere umano e animale non-umano) nelle loro caratteristiche intrinseche;
- che l'animale non umano non abbia un ruolo sociale proprio nella società umana ma vi entri come surrogato di un altro umano assente o come feticcio compensativo di un bisogno non assolto, in altre parole come approssimazione all'uomo.

## Il ruolo del non-umano
Se consideriamo il filo rosso che tiene unite queste affermazioni ci si rende immediatamente conto che si tratta dello svuotamento del significato relazionale del non-umano - nella sua concezione autentica e quindi anche: soggettiva, singolare, dialogica, referenziale - in un'idea antropocentrica della relazione dialogica (l'uomo dialoga solo con il suo prossimo umano) e autarchica del suo costituirsi identitario (l'uomo impara solo dal suo prossimo umano), e di conseguenza in una negazione di ruolo relazionale e sociale dell'animale non-umano. Al non-umano sono riservati ruoli e compiti non propriamente relazionali (in senso cioè dialogico-transazionale) ma: performativi, stimolativi, interattivi o compensativi. La zooantropologia va contro queste affermazioni perché:
- ammette un vero e proprio dialogo tra umano e non-umano;
- ritiene che l'essere umano abbia costruito gran parte dei propri predicati attraverso la referenza con l'animale non-umano;
- sostiene che la relazione sia multidimensionale perché svariate possono essere le cause implementative e gli assetti assunti dalla relazione;
- sottolinea che la multidimensionalità richiede che si pongano in analisi non solo i due termini del rapporto ma anche il tipo di legame che li unisce ossia la configurazione singolare della relazione;
- ha come assunzione cardine il fatto che l'animale non-umano abbia un ruolo suo, peculiare proprio in virtù del suo essere non-umano, nella società umana.

## La teoria della zootropia
Va in questa direzione la "teoria della zootropia" dallo zooantropologo italiano Roberto Marchesini, che considera la relazione un evento auto-implementativo e ricorsivo, dove non è possibile considerare l'umano come entità pura che si rapporta, senza mescolarsi, con l'animale non-umano bensì:
1. come entità che nel suo emergere come umano ha già introiettato l'eterospecifico;
2. che in ogni relazione con l'animale non-umano modifica lo stato ontologico dell'essere umano.

In particolare la zooantropologia pone in evidenza due eventi che trasformano il modo di concepire la dialettica interattiva tra l'essere umano e le altre specie:
1. il concetto di "relazione", quale reciprocazione di contenuti e transazione evolutiva, che quindi va indagata come entità a sé nel suo configurarsi ovvero nell'assumere specifici connotati. Nello specifico, per la zooantropologia, la relazione tra uomo e animale non-umano non è il semplice rapporto - in questo caso il focus d'indagine è ancora sulle due figure in interazione - ma è un'entità emergenziale che risente non solo dell'identità dei dialoganti bensì del tipo di legame (motivazioni, attività interscambiate, ruoli assunti, aspettative) che li unisce in un certo particolare momento. In tal senso, la relazione è un'entità sopravveniente nel suo insieme e che, seppur non neglige l'identità dei dialoganti, di fatto non considera dette variabili come prevalenti: per esempio se un ragazzo e una ragazza sono amici la loro configurazione relazionale e del tutto differente che se sono innamorati, seppure le loro identità restano le stesse. Per la zooantropologia la relazione è prima di tutto "cosa unisce i dialoganti" ossia quel milieu reciprocativo e transattivo capace addirittura per certi versi di trascendere l'identità dei soggetti di relazione. Nella zooantropologia la relazione emerge come "entità dimensionale" ovvero quale struttura che si caratterizza prima di tutto per il tipo di milieu reciprocativo-transattivo che realizza ed esprime quale evento contestualizzabile;
2. il concetto di "referenza", inteso come contributo evolutivo che la relazione mette a disposizione dei dialoganti specificando alcune coordinate di sviluppo espressivo e ontogenetico. Tale concetto sta al centro della ricerca zooantropologica e quindi richiede una definizione sintetica a differenziarlo da quelli di utilizzo performativo (l'animale come produttore di prestazione), di materiale edificativo (l'animale come tavolozza di colori per l'uomo artista), di entità sostitutiva (l'animale compensativo, surrogativo, vicariante). Per la zooantropologia la relazione non è fine a se stessa ma, nella sua configurazione dimensionale, produce una referenza che si caratterizza:
  - in virtù della differenza propria dell'animale non-umano, o effetto soglia ed epifania di alterità ontologica;
  - in relazione della specifica dimensione di relazione attivata nella situazione particolare, o effetto di indirizzo evolutivo.

Si tratta di due trasformazioni concettuali di estrema rilevanza capaci di modificare il focus d'indagine, le entità chiamate in causa, le metodologie di ricerca, le coordinate applicative. 

## Applicazioni pratiche
La zooantropologia è in qualche modo complementare alla etnobotanica, che studia le relazioni fra le diverse culture e l'uso delle piante (come cibo, medicine, materie prime, ecc. anche nella letteratura, nei rituali, e nella vita sociale). Il termine fitoantropologia è invece usato in modo del tutto occasionale.
Esempi dei campi di studio: i legami affettivi (emozioni) o relazionali fra uomini e animali; le percezioni e le credenze dell'uomo nei confronti degli altri animali; l'impatto di alcuni animali sulle comunità umane; le variazioni di tali relazioni nelle varie culture e nel corso del tempo; lo studio del processo di domesticazione e della sua storia.